# Sunshine Parker
Sunshine Parker, geborener Lloyd Olen Parker (* 10. Juni 1927 in Lawn, Texas; † 17. Februar 1999 in Burbank, Kalifornien) war ein US-amerikanischer Schauspieler.
Parker ist am besten für seine Rolle des Emmet im Film Road House bekannt. Weitere kleine Rollen hatte er in den Filmen Scouts, Herzschläge, Mit Vollgas nach San Fernando, Sundown – Der Rückzug der Vampire und dem Kurzfilmdrama Board and Care. Einer seiner ungewöhnlichsten Rollen spielte Parker im Film Tremors – Im Land der Raketenwürmer: Er spielte hier einen Toten namens Edgar Deems. Obwohl er eine Leiche verkörperte, war dies eine seiner bekanntesten Rollen.
Parker starb am 17. Februar 1999 im Alter von 71 Jahren in Kalifornien an einer Lungenentzündung.